# Zoomobjektiv

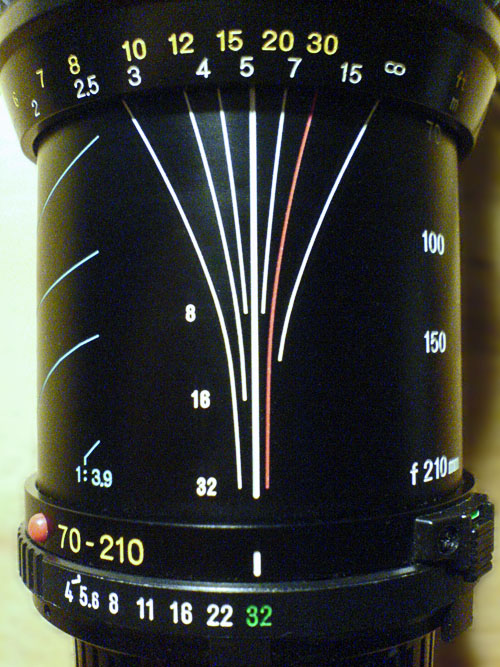
Manuelles Zoomobjektiv (70-210 mm) etwa aus den 1980ern, eingestellt auf die hyperfokale Entfernung bei f/32 in 70 mm.
An den Blendenkurven (bei aktuellen Objektiven meist nicht vorhanden) lässt sich gut ablesen, wie die Schärfentiefe mit zunehmender Brennweite abnimmt.

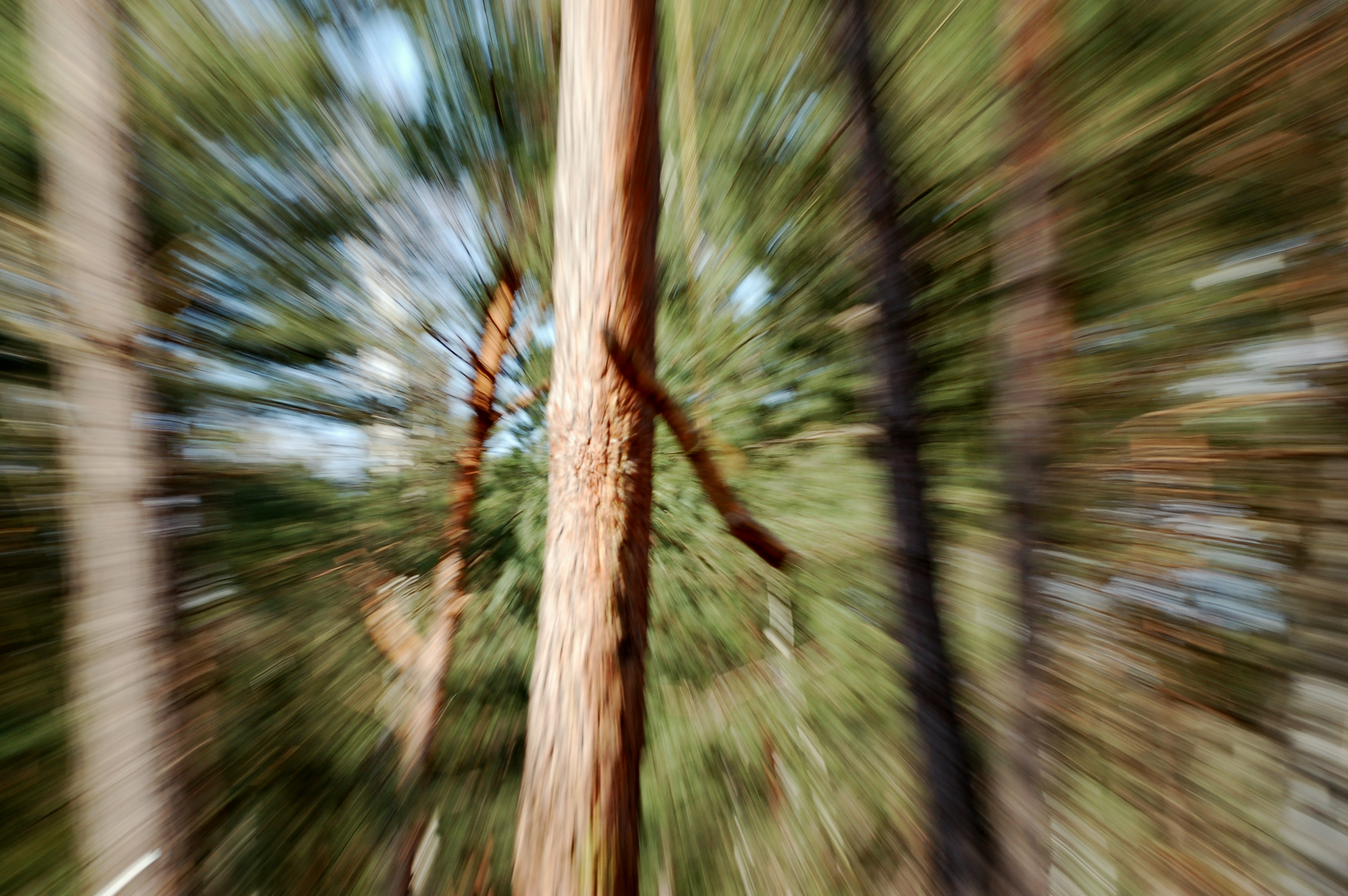
Das Resultat einer Brennweitenverstellung mit dem Zoomobjektiv während einer Belichtung

Ein Zoomobjektiv oder kurz Zoom ist ein Objektiv mit variabler Brennweite. Durch die Veränderung der Brennweite kann der Fotograf den Bildausschnitt leicht und schnell verändern, ohne dabei den Abstand zum Motiv bzw. seinen Standort zu verändern. Umgangssprachlich spricht man auch von „das Motiv heranholen“. Dies wird meist durch Drehung eines Einstellrings am Zoomobjektiv bewirkt, oder etwa bei Kompakt-Digitalkameras auch motorisch per Tastendruck. Es gibt eine Vielzahl von Zoomobjektiven für unterschiedliche Brennweitenbereiche. So genannte Superzoom-Objektive decken fast den gesamten für die Fotografie relevanten Bereich von Weitwinkel bis zu starker Teleobjektiv-Wirkung ab, allerdings mit Kompromissen bei der Qualität der optischen Abbildung und der Lichtstärke.

## Bezeichnungen
Man sagt „das Zoom“, wenn das Zoomobjektiv, und „der Zoom“, wenn der Zoomvorgang gemeint ist. „Zoom“ ist eine englische, lautmalerische Umschreibung (Onomatopoesie) für eine schnelle Bewegung, so wie etwa „Husch“ im Deutschen. Die Größe des Arbeitsbereichs (Brennweitenbereich) eines Zoomobjektivs wird mit dem Zoomfaktor beschrieben.
Gebräuchlich sind auch Bezeichnungen wie Vario-Objektiv oder Vario-System, selten (das) Transfokar oder (der) Transfokator. Die technisch korrekte Bezeichnung für derartige Objektive ist pankratisches System (von altgriechisch pan = alles und kratos = Macht, das heißt also: eine „allmächtige“, über alle Brennweiten verfügende optische Konstruktion).
Zoom-Objektiv und Vario-Objektiv sind verschiedene Bezeichnungen für den gleichen Objektivtyp, wie es sich auch in Objektivnamen (Fassungsgravuren) niederschlägt. Während die Zoom- und Vario-Objektive beim Verändern der Brennweite die Bildweite konstant halten, verändert sich die Bildweite bei den früher vereinzelt angebotenen Variofokus-Objektiven erheblich, was ein Nachstellen der Schärfe notwendig macht. Nachdem sich die automatische Scharfeinstellung (Autofokus) durchgesetzt hatte, wird auch bei vielen Zoom- und Vario-Objektiven eine leichte Veränderung der Bildweite beim Brennweitenverstellen hingenommen und dadurch der Aufwand für die optische Korrektur verringert.
Abhängig vom abgedeckten Brennweitenbereich gibt es verschiedene Bezeichnungen (alle Brennweiten im Kleinbildäquivalent):
| Bezeichnung    | Unteres Ende | Oberes Ende | Häufig gebaute Wechselobjektive für vollformatige digitale Systemkameras |
| -------------- | ------------ | ----------- | ------------------------------------------------------------------------ |
| Weitwinkelzoom | 10–20 mm     | 17–40 mm    | 12–24/4, 16–35/4                                                         |
| Standardzoom   | 24–35 mm     | 60–75 mm    | 24–70/3,5–5,6 („Kit-Zoom“), 24–70/2,8, 28–75/2,8                         |
| Telezoom       | 50–200 mm    | 180–600 mm  | 70–200/2,8, 70–200/4, 70–300/4,5–5,6, 100–400/4,5–5,6, 150–600/5–6,3     |

Standardzooms, die noch mehr vom Telebereich abdecken, heißen Universalzooms. Häufige Beispiele sind hier 24–105/4 und 10×-Superzooms mit unterem Ende wie ein Standardzoom.

## Funktion

Strahlenverlauf in einem Zoomobjektiv (vereinfachte Prinzipdarstellung)

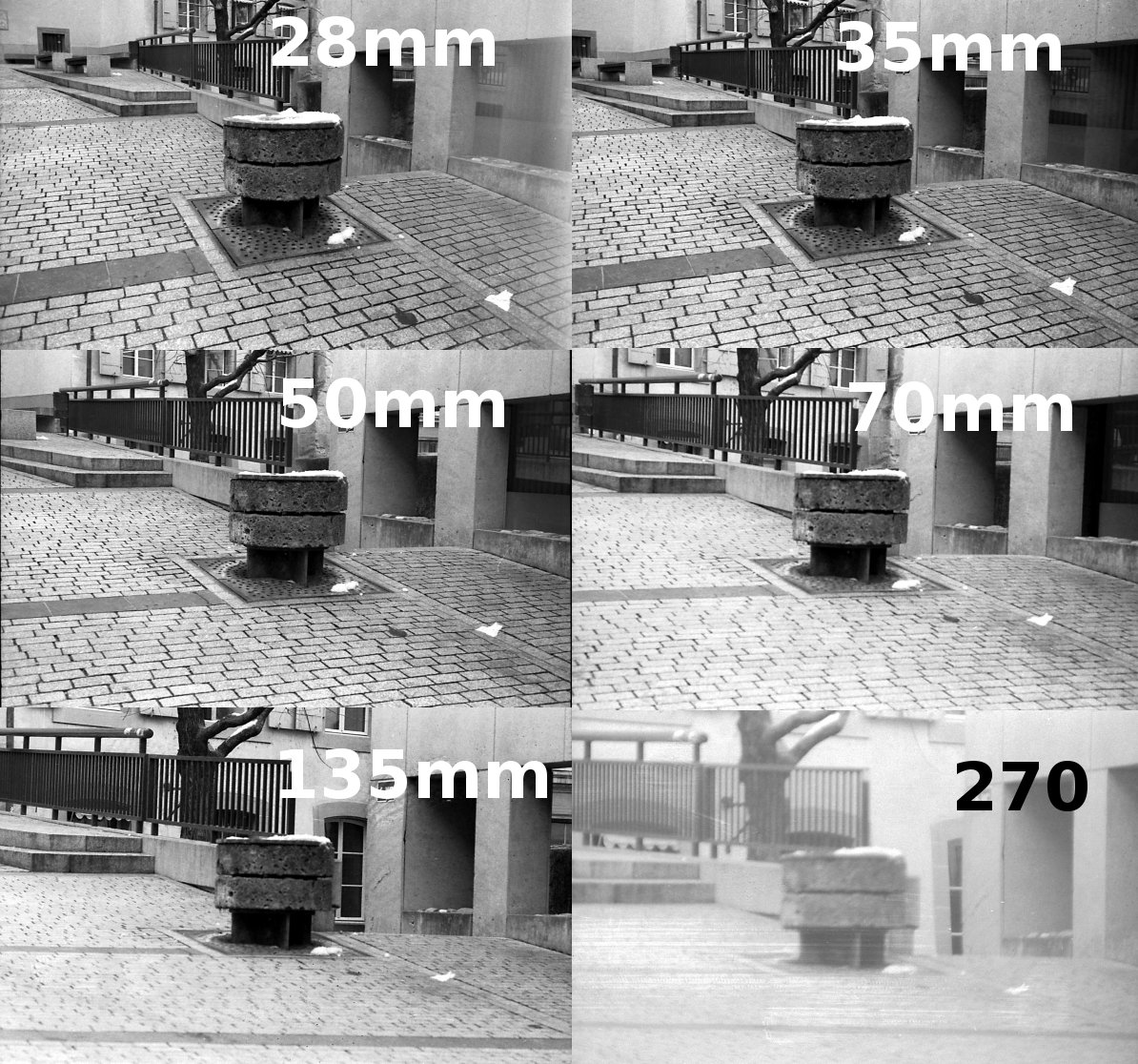
Auswirkung unterschiedlicher Brennweiten auf die Bildwirkung. Die Aufnahmeentfernung zum Motiv in der Bildmitte (Betonzylinder) wurde bei unterschiedlichen Brennweiten so geändert, dass dieses bei den verschiedenen Aufnahmen etwa gleich groß erscheint. Man erkennt, dass bei zunehmender Brennweite der Hintergrund (z. B. der Baum hinter dem Zaun) größer abgebildet wird und sich der Bildausschnitt des Hintergrunds verkleinert.

Das Verschieben von Linsenelementen im Objektiv (durch Drehen oder Verschieben eines Rings am Objektiv oder Drücken einer Zoomtaste bei motorisch gesteuerten Zooms, zum Beispiel von Kompaktkameras) bewirkt eine Veränderung der Brennweite. Bei hochwertigen Kameras ist damit eine stufenlose Anpassung des Bildausschnitts an das Motiv möglich, bei manchen einfacheren Modellen analog wie digital oft nur mehr oder weniger grob abgestuft. Bei manchen Kameras und Objektiven ist es möglich, ein so genanntes Stufenzoom zu aktivieren, bei dem nur einige typische Brennweiten angewählt werden können, was zum Beispiel bei der Anfertigung von Panoramen sehr nützlich sein kann.
Zoomobjektive sind eine kostengünstige und gewichtssparende Alternative zu einem Satz von Objektiven mit fester Brennweite, die den Bereich von Weitwinkel- bis zu Teleobjektiven abdecken. Im Gegensatz zu einem festbrennweitigen Objektiv wird nicht eine Brennweite, sondern der abgedeckte Brennweitenbereich auf dem Objektiv angegeben (zum Beispiel 35–80 mm oder 80–200 mm). Zoomobjektive lassen sich auch vorteilhaft einsetzen, wenn keine Zeit (sich schnell ändernde Motive) oder Gelegenheit (Staub, Sand, Feuchtigkeit, Unterwasser, Bergsteigen etc.) für einen Objektivwechsel ist.
Zoomen verändert allerdings nur den Bildausschnitt, nicht jedoch die Aufnahmeperspektive. So kann etwa Zoomen beim Film in keinem Fall eine Kamerafahrt ersetzen. Allerdings sind viele kreative Gestaltungen im Filmbereich nur mit Zooms zu erreichen, so beispielsweise eine Kamerafahrt mit einem gleichzeitigen Zoom (Dolly Zoom).
Zooms vom leichten Weitwinkelbereich bis leichtem Tele (beim Kleinbildformat etwa 35 mm bis 80 oder 115 mm) gehören immer öfter zur Grundausstattung von Systemkameras; bei kompakten Digitalkameras sind sie praktisch Standard geworden. Für Systemkameras gibt es auch reine Weitwinkel- oder Telezooms. Objektive mit einem Zoomfaktor von mehr als fünf werden oft als Superzooms bezeichnet (Beispiele: 28–200 mm oder gar 18–200 mm).
Zoomobjektive mit elektromechanischer Verstellung des Brennweitenbereichs werden gelegentlich Power Zoom genannt und finden sich vor allem bei Filmkameras und Kameras ohne Wechselobjektiv. Bei Foto-Systemkameras überwiegt die manuelle Einstellung, wofür es zwei Möglichkeiten gibt:
- Es existiert ein (meist gummierter) Ring, durch den die Brennweite eingestellt werden kann. Er sieht – sofern vorhanden – dem Ring für den manuellen Fokus ähnlich, ist aber meist breiter. Die Drehrichtung ist nicht genormt: Bei Canon-Objektiven erhöht sich die Brennweite beispielsweise, wenn der Fotograf von sich aus nach links dreht (die Brennweitenbeschriftung ist von links nach rechts aufsteigend), während es bei Fuji und Sony andersherum ist. Bei den beiden großen Drittanbietern Sigma und Tamron ist es hingegen uneinheitlich.
- Die Brennweite kann durch Ziehen und Schieben des vorderen Teils des Objektivs eingestellt werden. Durch Herausziehen erhöht sich die Brennweite, durch Hineinschieben sinkt sie. Es besteht meist eine Möglichkeit, eine beliebige oder die kürzeste Brennweite zu fixieren.

Objektive, die nur in letztere Kategorie fallen, sind inzwischen selten. Allerdings fällt eine bedeutende Anzahl in beide Kategorien. Nicht alle Objektive sind bei der kleinsten Brennweite am kürzesten. Einige Objektive, die nur in erstere Kategorie fallen, sind durch eine gleichbleibende Länge charakterisiert und meist so konstruiert, dass sich ihr Schwerpunkt beim Zoomen nicht wesentlich verändert, was das Ausbalancieren und die Nutzung von Stativen erleichtert.

## Eigenschaften

Veranschaulichung des Bereichs an einstellbaren Bildausschnitten, den ein Zoomobjektiv mit sehr großem Brennweitenbereich (Superzoom) abdeckt, etwa ein Faktor von 16.

Die Konstruktion und Fertigung von Zoomobjektiven ist komplexer und aufwändiger als die von Festbrennweitenoptiken. Ihre Konstruktionsweise erzwingt stets einen Kompromiss der notwendigen Korrekturlinsen für die einzelnen Brennweiten. Somit ist die Abbildungsleistung von Zoomobjektiven häufig schlechter als die von Objektiven mit einer Festbrennweite, abgesehen von Höchstleistungs-Zoomobjektiven wie zum Beispiel der Hersteller Cooke oder Angénieux, die vor allem im Filmmarkt ihre Verwendung finden und hohe fünfstellige Summen kosten. Außerdem sind Zoomobjektive in der Regel lichtschwächer, das heißt: die minimale Blendenzahl ist größer. Beim Kleinbildformat sind etwa 4,5–5,6 bei 28–100-mm-Objektiven (vereinzelt werden 2,8 bis 2,0 erreicht) typisch, wohingegen Festbrennweitenobjektive ein Öffnungsverhältnis von 1:2,8 bis 1:1,4 (im Extremfall 1:0,95) erreichen. Für die Available-Light-Fotografie sind Zooms daher weniger geeignet.
Ausnahme hiervon sind erneut die hochwertigen Objektive im Filmbereich, die oft Lichtstärken von 1:1,4 (und gegebenenfalls noch lichtstärker) bieten. Sehr lichtstarke Zoomobjektive mit Autofokus (Stand 2019) sind das weitwinklige Leica DG Vario-Summilux F1.7 / 10-25 mm für das Micro-Four-Thirds-System mit einer durchgängigen Lichtstärke von 1:1,7 und das Standardzoomobjektiv Canon RF 28-70 mm f/2 L USM für das RF-Bajonett mit einer durchgängigen Lichtstärke von f/2,0.
Tatsächlich erlaubte erst die Einführung asphärischer Linsen (also solcher, die kein Kugelsegment darstellen) die Konstruktion befriedigender pankratischer Systeme, die einen größeren Zoomfaktor als etwa 3:1 abdecken, insbesondere bei Zooms, die bis in den Weitwinkelbereich hineinreichen. Der enorme Rechenaufwand bei der Konstruktion von Optiken mit asphärischen Elementen – teilweise mit zehn oder zwölf Einzellinsen (und entsprechend vielen brechenden Flächen) – wurde wiederum erst durch die Computertechnik bewältigt.
Viele besonders kompakt konstruierte Digitalkameras verfügen über Zooms, die motorisch ins Kameragehäuse einfahrbar sind. Bei diesen Konstruktionen müssen oft Kompromisse zwischen optischen Erfordernissen und dem Zwang zur Kompaktheit eingegangen werden, so dass bei solchen Modellen Linsenfehler häufig nicht optimal auskorrigiert sind und deutlich sichtbare chromatische Aberrationen und massive Verzeichnungen besonders im Weitwinkelbereich auftreten. Einige Kameras bieten Korrekturfunktionen für einen Ausgleich dieser Fehler schon beim Speichern der Aufnahmen.
Die bei vielen Zooms angebotene Makro-Funktion für Nahaufnahmen ersetzt qualitativ kein speziell für große Abbildungsmaßstäbe berechnetes „echtes“ Makroobjektiv. Insbesondere die Bildfeldwölbung und die geometrischen Verzeichnungen führen im Nahbereich oft zu völlig unzureichender Bildqualität, so dass zum Beispiel Reproaufnahmen nicht sinnvoll machbar sind.
Im Filmbereich hingegen ergeben sich zahlreiche kreative Möglichkeiten durch den Einsatz von Zoomobjektiven, die mit Festbrennweite nicht zu erreichen sind. Hitchcock beispielsweise kombinierte in seinem Film Vertigo eine Kamerafahrt mit einem gegenläufigen Zoom, was eine dynamische, beunruhigende Größenverhältnisänderung in der Szene erzeugte. Diese Gestaltung trägt seitdem den Spitznamen „Vertigo-Effekt“ (→ Dolly-Zoom). Auch andere intensive Nutzer des Zoom-Effekts wie beispielsweise Sergio Leone, Stanley Kubrick oder Peter Jackson schufen vielfältige künstlerische Gestaltungen, die nur mit Zoomoptiken zu realisieren sind.
In der Kino- und Spielfilmproduktion verwendete Zooms sind die teuersten erwerblichen Objektive, deutlich teurer als Festbrennweiten. Die für Spielfilm weitverbreiteten Zooms der Angénieux-Optimo-Serie kosten derzeit (2010) mehr als 60.000 Euro. Da es sich in der Regel um Einzelanfertigungen handelt, betragen die Lieferzeiten oft mehr als ein Jahr.

## Geschichte

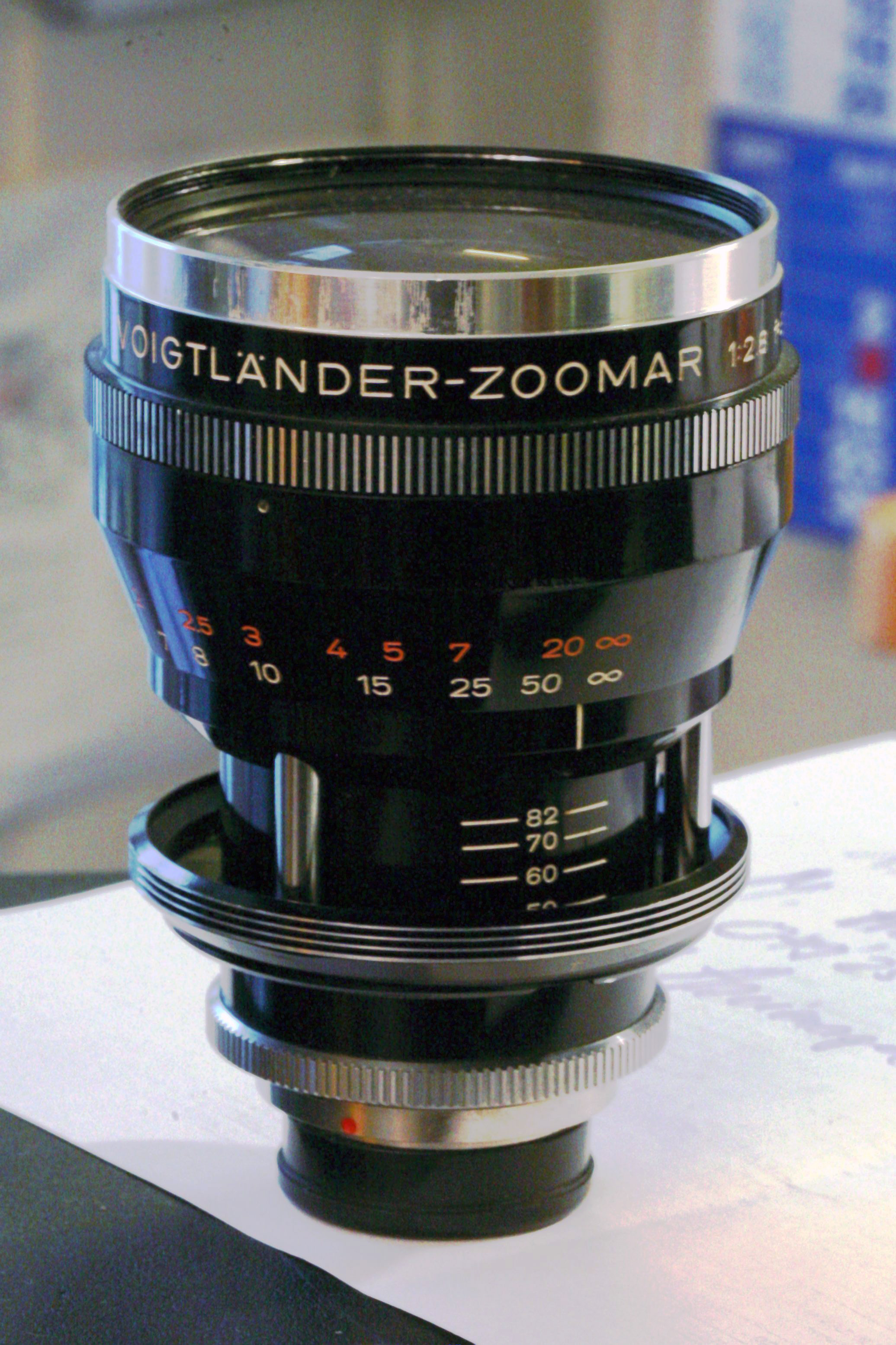
Voigtländer Zoomar, Lichtstärke durchgehend 2,8, Filtergewinde 95 mm

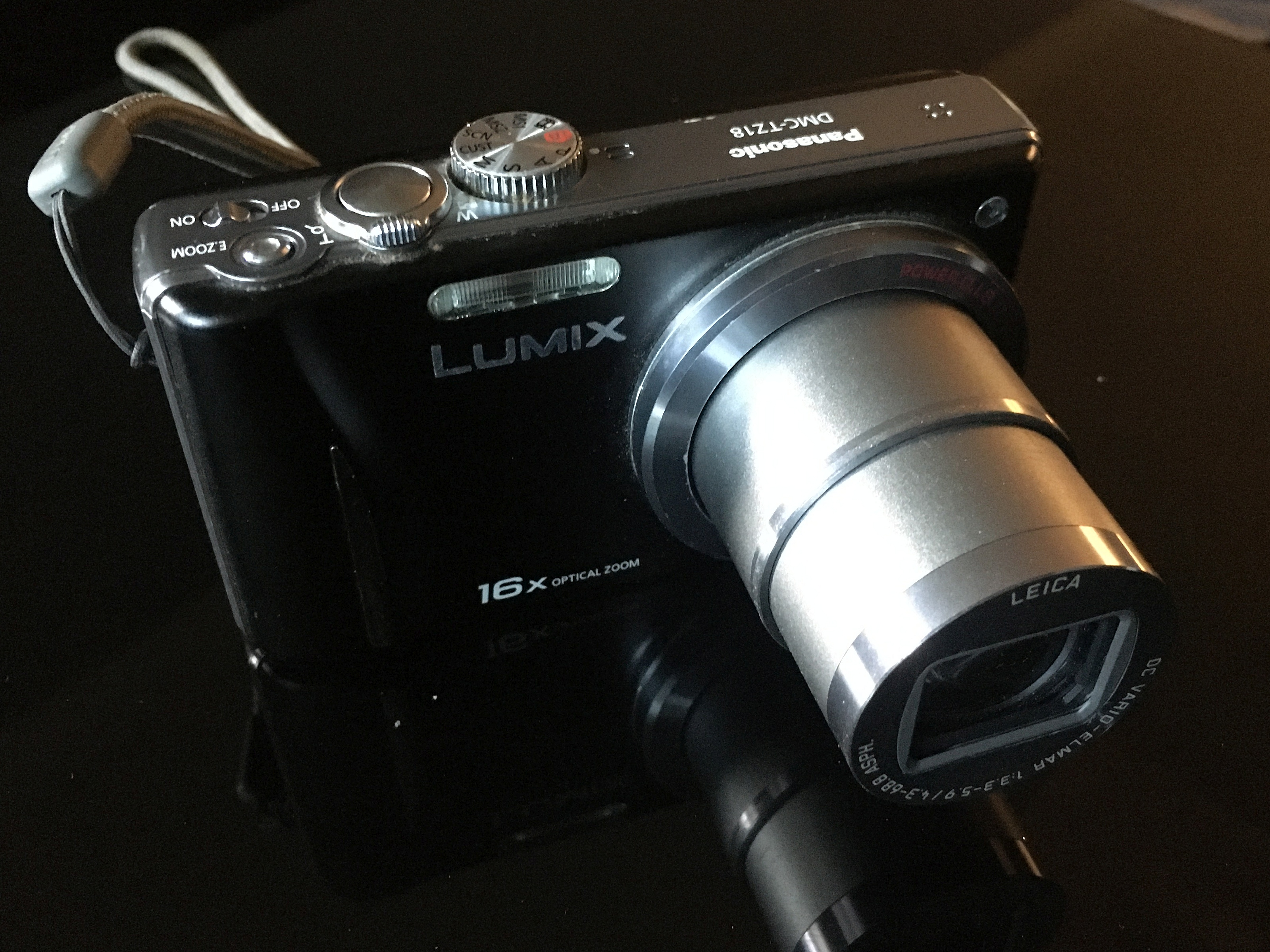
Das Leica-Zoomobjektiv der digitalen Kompaktkamera Panasonic Lumix DMC-TZ18 (2010) hat eine maximale Brennweite (im Bild dargestellt) von 384 mm bezogen auf das 35-mm-Kleinbildformat, das Minimum ist 24 mm – ein Faktor von 16×, was es als Superzoom klassifiziert.

Bereits um 1914 entwickelte die Optische Anstalt Alexander Heinrich Rietzschel ein einfaches Objektiv veränderlicher Brennweite für Plattenkameras, das Telinear. In einem Prospekt der Fa. Rietzschel aus dem Jahr 1922 werden fünf Telineare mit Zoom-Faktoren von 1,67 bis 2,43 und Brennweiten von 180 mm bis 900 mm angeboten. Ungefähr zur gleichen Zeit gab es auch von der Firma Plaubel & Co. ein Zoom-Objektiv derselben Bauart, das Tele-Peconar. Dieses Objektiv trägt auf der Fassung das D.R.G.M.-Zeichen, möglicherweise ein Hinweis darauf, dass die Telineare in Lizenz von Plaubel gebaut wurden.
Das Konstruktionsprinzip dieser Objektive ist einfach: Hinter dem Objektiv ist innerhalb von dessen Brennweite eine konkave Linse angebracht, deren Abstand vom Objektiv durch Drehen an der Fassung verändert werden kann. Je näher die Zerstreuungslinse an das Objektiv herangeführt wird, desto stärker ist die Vergrößerung und desto geringer wird die Lichtstärke. Dieses Konstruktionsprinzip wird auch beim Telekonverter (bei dem jedoch der Abstand zwischen Objektiv und Zerstreuungslinse auf Grund der vorgegebenen Platzverhältnisse konstant ist) und beim Galilei-Fernrohr angewandt.
Neben der geringen Lichtstärke besteht der größte Nachteil dieser frühen Zoom-Objektive darin, dass sich bei der Veränderung der Brennweite auch die Schärfe-Ebene verschiebt; der Fotograf muss also die Schärfe nachstellen, wobei sich wiederum der Bildausschnitt etwas verändert.
Ein weiterer unmittelbarer Vorgänger der Zoomobjektive war der 1928 von Hugh Ivan Gramatzki entwickelte, von Siemens hergestellte Transfokator. Eines der ersten Zoomobjektive in größerer Stückzahl auf dem photographischen Sektor war das Zoomar 2,8/36–82 von Voigtländer, eingeführt im Jahr 1959. Es hatte 14 Linsen. Der Preis betrug das 1,7fache des durchschnittlichen Monatslohns eines VW-Mitarbeiters 1960. Zahlreiche ähnliche Konstruktionen für Spiegelreflexkameras folgten. Heute finden sich Objektive mit elektrischen Antriebselementen auch bei einfacheren Kleinkameras.
Im Film- und Fernsehsektor lösten Objektive mit variabler Brennweite die zuvor häufig eingesetzten Objektivrevolver ab. Jahrzehntelang prägten Fernsehkameras mit den bekannten kastenförmig verkleideten, nach Bedarf einschwenkbaren Objektiven mit jeweils fester Brennweite die professionelle TV-Produktion. Beim Super-8-Schmalfilmformat fanden sich schon frühzeitig Vario-Objektive teilweise sehr hoher Lichtstärke, da bei den systembedingten Begrenztheiten des Formats Bildfehler weniger ins Gewicht fielen.

## Digitalzoom
Der Digitalzoom ist kein echter, also optischer, Zoom. Hierbei wird im Prinzip lediglich ein Teil des Bildes ausgeschnitten und mittels Interpolation auf die volle Größe gestreckt, was mit mehr oder weniger deutlichen Qualitätseinbußen verbunden ist. Meistens empfiehlt es sich, auf den Digitalzoom zu verzichten und den Bildausschnitt am Computer manuell zu erstellen.

## Vergleich zum Auge
Das Auge kann seine Brennweite nur im Sinne der Fokussierung verändern. Beim Betrachten entfernter Objekte konzentriert sich die Wahrnehmung auf diese und ignoriert den Rand; heranholen kann es das Objekt aber nicht; insoweit ist die Fernsicht des Menschen mit einem Digitalzoom vergleichbar.

## Stilmittel
Das mit Dolly-Zoom, auch Vertigo-Effekt, bezeichnete filmische Stilmittel setzt eine Kamerafahrt mit gleichzeitigem gegenläufigem Zoom ein: Die Bildmitte bleibt unverändert, während sich die Perspektive an den Rändern verschiebt, quasi als würde der Zuschauer in einen Tunnel hineinfahren, dessen Ende aber nicht näher kommt. Eine typische Anwendung ist die Darstellung eines Schwindelanfalles.